# Gerwina
Gerwina – imię żeńskie pochodzenia germańskiego, złożone z członów Ger- ("oszczep, dzida") i -win ("przyjaciel"); żeński odpowiednik imienia Gerwin. Istnieje dwóch świętych patronów tego imienia, m.in. św. Gerwin, opat z Saint-Riquier.
Gerwina imieniny obchodzi 3 marca.